# Cult
Cult A/S er et brand ejet af Royal Unibrew. Sortimentet består af energidrik og ciderprodukter med og uden alkohol. Brandets mest kendte og solgte drikke er CULT Shaker, Cult Raw Energy, Cult Energy, Cult Cola og Mokaï.
Cult blev grundlagt i 1998 af Brian Sørensen, som drev Crazy Daisy M/F Broen i Aarhus Havn. Han havde bemærket, at gæsterne blev trætte og gik hjem kl. 04. En sjettedel af omsætningen gik derfor tabt i den sidste time. Han satte sig for at udvikle en drinksmikser med koffein, som kunne få folk til at blive lidt længere på diskoteket. Cult Energy Activator var en realitet, og siden er den blevet til CULT Shaker, som indeholder vodka og i dag er Cult ejet af Royal Unibrew A/S, Faxe.
I april 2010 blev det offentliggjort, at Cult er markedsleder i ciderkategorien i Danmark. I andre sammenhænge er dog anført, at virksomhedens cider-produkter er efter hovedkonkurrenten Carlsberg.
Siden etableringen har Cult valgt at markedsføre sig selv via events og eventpiger. De ansætter selv deres egne såkaldte Cult-piger og benytter ikke de mange eventpigebureauer, der findes. Der er cirka mellem 80-100 Cult-piger ansat i hele Danmark, og pigerne er typisk mellem 19 og 23 år. Cult opererer ofte på festivaler og til koncerter, hvor de fra deres egen bar sælger produkterne. Derudover besøger pigerne også barer og diskoteker, hvor de serverer drinks til gæsterne.

## Historie
Cult blev grundlagt i 1998 af Brian Sørensen, og produkterne blev dengang kørt ud til kunderne af Brian selv fra hans fars garage i Egå ved Aarhus. I 2000 skiftede produktet smag, som blev foretrukket i forhold til den gamle ved blindtest. Produktet blev i december 2008 relanceret til Cult RAW Energy.
I februar 2003 lancerede firmaet CULT SHAKER og i 2009 kom MOKAÏ på markedet. Sortimentet omfatter desuden CULT Cola, Modjo og SKÏNNY. I januar 2014 lancerede firmaet F**KING Kakao samt proteinvandet Vital Water.
I 2018 erhvervede Royal Unibrew hele firmaet, og hovedsædet blev lagt sammen med Ryal Unibrews i Faxe.

## Marketing
Cult markedsfører sig gennem reklamer, events, virale videoer og Facebook.
Fra 2013 til 2015 sponsorerede firmaet cykelholdet Team Cult Energy, der kørte som et UCI kontinentalhold. I årene 2016 og 2017 var man medsponsor for cykelholdet Team ColoQuick-Cult.